# Погребинский, Михаил Борисович
Михаи́л Бори́сович Погреби́нский (укр. Михайло Борисович Погребинський, род. 7 декабря 1946, Киев, УССР, СССР) — советский и украинский политолог, политтехнолог. Основатель и директор Киевского центра политических исследований и конфликтологии с 1993 года.

## Биография
Родился 7 декабря 1946 года в Киеве. В 1969 году окончил физический факультет Киевского университета по специальности «физик-теоретик». С 1969 по 1990 год работал в Киевском институте микроприборов, где занимал должности инженера, ведущего инженера и начальника лаборатории физико-математического моделирования.
С 1989 года участвовал как руководитель и советник в избирательных кампаниях.
В 1993 году основал Киевский центр политических исследований и конфликтологии, занимающийся исследованиями и консультациями в социально-политической сфере, директором которого является на протяжении всего времени. Владел «Центром эффективной политики», занимавшимся политическим консультированием.
Был депутатом Киевского горсовета, членом Киевского горисполкома, помощником заместителя председателя Верховного Совета Украины, членом Совета экспертов по внутренней политике при президенте Леониде Кучме (1998—2000).
В 1998—2000 годах был советником премьер-министра Украины Валерия Пустовойтенко.
С 2002 по 2004 год работал советником главы администрации президента Украины Виктора Медведчука. В это время обвинялся в разработке темников для украинских СМИ.
В 2004 году являлся советником в избирательном штабе кандидата в президенты Виктора Януковича. В 2012—2014 годах активно сотрудничал с общественным движением «Украинский выбор» Виктора Медведчука.
С октября 2014 по декабрь 2016 года — колумнист российского издания «Lenta.ru». С 2014 года периодически появлялся в эфире телеканала «NewsOne».
26 марта 2022 года украинские правоохранительные органы провели обыск в квартире Погребинского в Киеве. Следователи заявили, что возглавляемый Погребинским «Киевский центр политических исследований и конфликтологии» на постоянной основе изучал настроения украинского общества, а полученная информация передавалась российскому руководству для планирования политики в отношении Украины. По словам украинских правоохранителей, «Погребинский готовил и передавал в РФ советы по информационным спецоперациям против Украины». Также сообщалось, что во время обыска у Погребинского были выявлены результаты опросов, где «якобы 46 % украинцев поддерживают президента РФ Владимира Путина». По факту обысков было возбуждено производство по ст. 111 (Государственная измена) и ст.191 (Присвоение, растрата имущества или завладение им путем злоупотребления служебным положением) Уголовного кодекса Украины. 27 марта Погребинский был задержан в Киеве украинскими правоохранителями.
Сообщалось, что в апреле 2022 года он покинул Украину. В июне Киевская городская прокуратура без указания имени, сообщила о предъявлении «политтехнологу и активному политическому комментатору» заочного обвинения в государственной измене. По версии следствия, Погребинский вёл подрывную деятельность против страны, выступая на российских телеканалах.

## Семья
Беспартийный. Женат, есть дочь и внучка.

## Взгляды
Придерживается либерально-консервативных взглядов, выступает за многополярный мир, агностик. Является соратником и близким другом Виктора Медведчука.
Называет себя представителем «русской Украины» в Киеве.

## Награды
- Орден Дружбы (25 сентября 2010 года, Россия) — за большой вклад в развитие и укрепление отношений дружбы и сотрудничества между Российской Федерацией и Украиной[17].

## Фильмография
- 2017 — «Олесь Бузина: жизнь вне времени»[18]